# 金鄉公主 (曹魏)
金鄉公主曹氏（201年—3世纪），是东汉末年三国时期曹魏势力的奠基人曹操的女儿，嫁给曹操的养子何晏。
何晏是东汉大将军何进的孙子（一作何进弟车骑将军何苗孙），其生母尹夫人后来改嫁给曹操作妾室，於是何晏成為曹家的養子，曹操非常疼愛何晏。何晏相貌俊美，喜好女色，服食五石散，生活放蕩散漫。曹魏建立後，何晏成為宗室曹爽的親信。
金鄉公主嫁给何晏之后，發覺何晏狂放不羈，非常担心何晏会惹祸被殺，向母亲杜夫人哭诉。杜夫人反而笑着说：“那你就用不着妒忌了！”（何晏非常好色，時常在外拈花惹草）。249年，司馬懿發動高平陵之變，誅曹爽、也殺死何晏，並要將何家滅族，在何晏母亲尹夫人苦苦哀求下，司马懿放过了金鄉公主，与她和何晏的儿子。
《魏末传》说何晏和金鄉公主是同母异父兄妹，但是同时说金鄉公主之母是沛王太后（即沛王曹林的母亲杜氏）。裴松之对此进行了辩误：“《魏末传》何晏取其同母妹为妻，此缙绅所不忍言，虽楚王之妻女胃，不是甚也已。设令此言出于旧史，犹将莫之或信，况底下之书乎！案《诸王公传》，沛王出自杜夫人所生。晏母姓尹，公主若与沛王同生，焉得言与晏同母？”由杜夫人198年末为曹操所纳，可见金乡公主出生不早于199年。郑欣《何晏生年考辨》根据东汉末年男十五到十八、女十三到十九的婚龄及何晏死时公主所生子五六岁，判断何晏最可能生于196年，公主最可能生于201年。
另外，《昭明文選·弔魏武帝文》引《魏略》曰：太祖杜夫人生沛王豹及高城公主。高城公主是否金乡公主曾经的封号不得而知，亦可能杜氏另有一女获封高城公主。